# Quận Washington, Indiana
Quận Washington là một quận thuộc tiểu bang Indiana, Hoa Kỳ.
Quận này được đặt tên theo George Washington, tổng thống Hoa Kỳ. Theo điều tra dân số của Cục điều tra dân số Hoa Kỳ năm 2000, quận có dân số người. Quận lỵ đóng ở.

## Địa lý
Theo Cục điều tra dân số Hoa Kỳ, quận có diện tích km2, trong đó có km2 là diện tích mặt nước.